# Eiríkur Hróaldsson
Eiríkur Hróaldsson (n. 881) fue un caudillo vikingo y goði de Skagafjörður en Islandia. Según las sagas nórdicas colonizó un enorme territorio que abarcaba Svartá, Svartárdalur, Vesturdalur y Reykjatungu y en Landnámabók (libro de los asentamientos) también lo amplía hasta Austurdalur, pero tuvo un grave conflicto territorial con Önundur vís que ocupaba la parte oriental y al conocer las pretensiones de Eiríkur, lanzaba flechas ardientes al lado occidental del río fronterizo con Austurdalur. Su hacienda era tan grande que no tuvo más remedio que negociar acuerdos con otros vecinos por la mitad de sus territorios. Su asentamiento se llamó Goðdalir (que ahora solo es el nombre de una ciudad) pero en sus orígenes ocupaba la extensión de tres valles juntos.
Tuvo su hacienda de Hóf, Vesturdalur y fue el primer godi del clan familiar de los Goðdælir. Tras finalizar las tareas de asentamiento, recompensó a sus esclavos con tierras para que pudieran construir sus propias granjas. La figura histórica de Eiríkur y su padre, el colono noruego Hróaldur Geirmundsson (n. 855), y la importancia que tuvo en la colonización de Islandia, se cita en la saga de Grettir, saga de Njál, Saga de Vápnfirðinga, y saga de Hænsna-Þóris.

## Herencia
Eiríkur era hijo del colono noruego Hróaldur Geirmundsson (n. 855), y nieto de Geirmundur Eiríksson (n. 831). Se casó con Þuríður Þórðardóttir (n. 885), hija de Þórður Hrappsson, y fruto de esa relación nacieron cinco hijos:
- Þorgeir Eiríksson (n. 902).[3]
- Þorkell Eiríksson (n. 904).
- Hróaldur Eiríksson (n. 910).
- Starri holmgöngu Eiríksson (n. 916).
- Gunnhildur Eiríksdóttir (n. 933), que casó con Véfróður Ævarsson.